# Stanisław Ulam
Stanisław Marcin Ulam (1909-1984) là nhà toán học người Mỹ gốc Ba Lan. Ulam là nhà khoa học có đóng góp vô cùng quan trọng cho vật lý hạt nhân.
Trong toán học ứng dụng và thuần túy, ông đã chứng minh một số định lý và đề xuất một số phỏng đoán.
Sinh ra trong một gia đình Do Thái giàu có ở Ba Lan, Ulam nghiên cứu toán học tại Đại học Bách khoa Quốc gia Lviv, nơi ông lấy bằng tiến sĩ vào năm 1933 dưới sự hướng dẫn của Kazimierz Kuratowski. Năm 1935, John von Neumann, người Ulam đã gặp nhau tại Warsaw, mời ông đến Viện nghiên cứu Cao cấp tại Princeton, New Jersey, trong một vài tháng. Từ năm 1936 đến năm 1939, ông đã trải qua mùa hè ở Ba Lan và năm học tại Đại học Harvard ở Cambridge, Massachusetts, nơi ông thiết lập các kết quả quan trọng về lý thuyết ergodic. Ngày 20 tháng 8 năm 1939, ông lên đường đi Mỹ lần cuối cùng với anh trai 17 tuổi của ông Adam Ulam. Ông trở thành một trợ lý giáo sư tại Đại học Wisconsin-Madison vào năm 1940, và là một công dân Hoa Kỳ vào năm 1941.